# بيريف إيه-100
بيريف إيه-100 (بالإنجليزية: Beriev A-100)‏ هي طائرة نظام الإنذار المبكر والتحكم(أواكس) روسية، يتم بناؤه على أساس طائرة النقل Il-76MD-90A (Il-476). تم تطوير هذه الطائرة لتحل محل بيريف إيه -50 "الدعامة" (Mainstay) العاملة في خدمة القوات الجوية الروسية. سوف تكون إلكترونيات الطيران وتكوين الطائرة مشابهة لـ (A-50U)، ولكن مع رادار فيغا الجديد أحدث مصفوفة مسح إلكتروني نشط على مراحل .

## مواصفات
معظم الأرقام هي (Il-476).
الخصائص العامة
- الطول: 46.59 m (152 ft 10 in)
- باع الجناح: 50.5 m (165 ft 8 in)
- الارتفاع: 14.76 m (48 ft 5 in)
- مساحة الجناح : 300.0 m² (3,229.2 ft²)
- محرك الطائرة: 4 × Aviadvigatel PS-90-76 محرك عنفي مروحيs, 142 نيوتن (وحدة) (32,000 lbf)  or 14,500 kgf[3] الواحد

الأداء
- السرعة القصوى: 900 km/h (490 kt, 560 mph) Mach 0.82 اعتمادا على الارتفاع

## وصلات خارجية
- Global Security page on the A-100